# Gaspard Abeille
Gaspard Abeille, francoski pesnik, dramatik, menih in akademik, * 1648, † 1718.
Abeille je leta 1704 postal član Académie française.

## Tragedije
- Argélie, reine de Thessalie (1673).
- Coriolan (1676).
- Lyncée (1678).